# Раймер, Даниэла
Даниэла Раймер (нем. Daniela Reimer; род. 26 сентября 1982, Потсдам) — немецкая гребчиха, выступавшая за сборную Германии по академической гребле в 2000-х годах. Серебряная призёрка летних Олимпийских игр в Афинах, двукратная чемпионка мира, победительница многих регат национального и международного значения.

## Биография
Даниэла Раймер родилась 26 сентября 1982 года в Потсдаме, ГДР. Проходила подготовку в местном гребном клубе «Потсдамер».
В 2001 году вошла в основной состав немецкой национальной сборной и дебютировала на взрослом Кубке мира, в частности на домашнем этапе в Мюнхене показала четвёртый результат в программе лёгких парных четвёрок. Также в этом сезоне в той же дисциплине выступила на чемпионате мира в Люцерне, но здесь сумела отобраться лишь в утешительный финал B.
Благодаря череде удачных выступлений удостоилась права защищать честь страны на летних Олимпийских играх 2004 года в Афинах — вместе с напарницей Клаудией Бласберг заняла второе место в парных двойках лёгкого веса, уступив на финише только экипажу из Румынии, и тем самым завоевала серебряную олимпийскую медаль. За это выдающееся достижение 16 марта 2005 года была награждена высшей спортивной наградой Германии «Серебряный лавровый лист».
После афинской Олимпиады Раймер осталась в составе гребной команды Германии и продолжила принимать участие в крупнейших международных регатах. Так, в 2005 году в лёгких парных двойках она одержала победу на этапе Кубка мира в Итоне и на чемпионате мира в Гифу.
В 2006 году добавила в послужной список серебряную награду, полученную на этапе Кубка мира в Люцерне. При этом на мировом первенстве в Итоне попасть в число призёров не смогла.
Следующим успешным сезоном в её спортивной карьере оказался сезон 2010 года, когда в парных двойках лёгкого веса она выиграла бронзовые медали на этапе Кубка мира в Мюнхене и на чемпионате Европы в Монтемор-у-Велью. На мировом первенстве в Карапиро дважды поднималась на пьедестал почёта: получила серебро в двойках и золото в четвёрках — таким образом стала двукратной чемпионкой мира по академической гребле.
Последний раз показывала сколько-нибудь значимые результаты на международной арене в сезоне 2012 года, когда в лёгких парных одиночках финишировала первой в утешительном финале B на этапе Кубка мира в Мюнхене. Вскоре по окончании этих соревнований приняла решение завершить спортивную карьеру.